# Friedrich Drechsler (Politiker)
Friedrich Drechsler (* 19. März 1906 in Weiden in der Oberpfalz; † 24. Mai 1998 in Donauwörth) war ein nationalsozialistischer Politiker, Präsident der Reichsbahndirektion München und Geschäftsführer der Bölkow GmbH bzw. der Firmengruppe Messerschmitt-Bölkow-Blohm.

## Leben
Nach dem Besuch der Technischen Hochschule Nürnberg studierte Friedrich Drechsler an der Technischen Universität München Maschinenwesen  und wechselte später in das Elektroenergiefach. Am 1. August 1931  erwarb er nach der Diplom-Hauptprüfung den Grad Diplom-Ingenieur. Nach dem Staatsexamen im Jahre 1934 trat er in die Deutsche Reichsbahn Gesellschaft ein und war dort in den Jahren von 1936 bis 1940 Reichsbahnbaumeister beim Ausbesserungswerk Nürnberg. 1938 wechselte er zum  Ausbesserungswerk München-Freimann, wo er zum Reichsbahnrat und Oberreichsbahnrat aufstieg. Zum 1. Februar 1943 wurde er Präsident der Abteilung VIII der Reichsbahndirektion München. Vom 17. März 1943 bis 31. August 1943 war er (kommissarischer) Präsident der Reichsbahndirektion München und zugleich auch Sonderreferent in Reichsverkehrsministerium. Johann Zwingmann wurde sein Nachfolger als Präsident der Reichsbahndirektion München.
In den Jahren von 1948 bis 1970 war Drechsler Vorstandsmitglied der Waggon- und Maschinenbau GmbH Donauwörth, Geschäftsführer der Siebel-Flugzeug GmbH und in den Jahren von 1967 bis nach 1970   Geschäftsführer der Bölkow GmbH bzw. der Firmengruppe Messerschmitt-Bölkow-Blohm.
1970 wurde Drechsler Vorsitzender des Regionalbüros Donauwörth der Industrie- und Handelskammer Augsburg.
Zum 1. Mai 1932 war Drechsler in die NSDAP eingetreten (Mitgliedsnummer 1.175.549). Er war Mitglied im Reichsbund der deutschen Beamten,  der NSV, des Reichsluftschutzbundes, des Reichskolonialbundes und des Nationalsozialistischen Reichsbunds für Leibesübungen,
Als Mitglied der SA gehörte er dem Marinesturmbann I/110 in Nürnberg an, wo er Scharführer war.

## Auszeichnungen
- Am 28. Juni 1967 Ehrendoktor der Technischen Universität München mit dem Prädikat „in Würdigung seiner bedeutenden Verdienste um Wissenschaft und Technik des Leichtbaues, besonders der Schienenfahrzeuge“.
- 1982 Beuth-Medaille der Deutschen Maschinentechnischen Gesellschaft „in Würdigung und dankbarer Anerkennung seiner bedeutenden Verdienste für das Eisenbahnwesen, insbesondere für die Förderung des Leichtbaus der Schienenfahrzeuge“.